# Dualisme (filosofie van de geest)

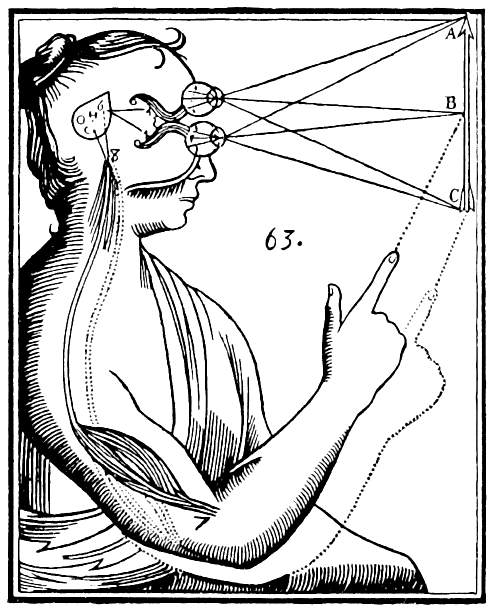
René Descartes' illustratie van het Lichaam-geest dualisme. Inputs passeren de zintuigen komen tezamen in de pijnappelklier waar de hersenen en de immateriële geest elkaar raken.

Het dualisme in de filosofie van de geest is een verzameling visies over de relatie tussen de menselijke geest en materie, die als uitgangspunt hebben dat de mentale verschijnselen, in bepaalde opzichten, immaterieel zijn.
Ideeën over het lichaam-geest dualisme zijn al terug te vinden bij Plato en Aristoteles, en speculeren over het bestaan van een menselijke ziel, die voor intelligentie en wijsheid zorgt. Plato en Aristoteles hielden beiden om verschillende redenen vol, dat de menselijke intelligentie een deel was van de geest of ziel, die niet geïdentificeerd of verklaard kon worden in termen van het fysisch of lichamelijke.
Een algemeen bekende versie van het dualisme is ontwikkeld door René Descartes in 1641, die stelde dat de geest een immateriële substantie is. Descartes was de eerste die een duidelijke link legde tussen de "geest" en bewustzijn en zelfbewustzijn en dit onderscheidde van de hersenen, waar volgens hem de intelligentie zetelt. Verder was hij de eerste die het Lichaam-geestprobleem formuleerde in de vorm waarin het vandaag de dag nog bestaat. Dualisme contrasteert met verschillende vormen van het monisme, inclusief het fysicalisme en het fenomenalisme. Nu komt het dualisme in vele vormen. Substantiedualisme contrasteert bijvoorbeeld met alle vormen van materialisme, terwijl eigenschapsdualisme gezien kan worden als een vorm van emergent materialisme en zodoende alleen contrasteert met "niet-emergent materialisme".
Dit artikel zal verder een overzicht geven van de vormen van dualisme en de argumenten voor en tegen deze stellingnames.

## Typen van lichaam-geest dualisme
Ontologisch maakt het dualisme een tweezijdige belofte over de natuur van het bestaan in zijn relatie tussen de materie en geest, en kan in drie typen worden verdeeld:
1. Substantiedualisme, dat stelt dat materie en geest twee fundamenteel verschillende substanties zijn.[1]
2. Eigenschapsdualisme, dat het ontologisch verschil is gelegen in de verschillende eigenschappen van de materie en geest, zoals in emergentie.[1]
3. Predicatief dualisme, dat de onomkeerbaarheid claimt van mentale predicaten of aanduidingen tegenover fysische aanduidingen.[1]

### Substantiedualisme
Substantiedualisme is een type van dualisme, dat het meest bekend verdedigd is door René Descartes, die stelde dat er twee fundamenteel verschillende substanties bestaan: mentaal en materieel. Volgens zijn filosofie, die ook wel Cartesiaans dualisme wordt genoemd, bezit het mentale geen uitgebreidheid in de ruimte, en kan het materiële niet denken. Historisch gezien heeft dit substantiedualisme vele ideeën naar voren gebracht omtrent het lichaam-geest probleem. .
Substantiedualisme is een filosofische stellingname vergelijkbaar met de meeste theologieën, die claimen dat er onsterfelijke zielen op een van de fysische wereld te onderscheiden bestaansniveau existeren.
David Chalmers heeft recentelijk een gedachte-experiment ontwikkeld, geïnspireerd op de film The Matrix, waarin substantiedualisme waar kan zijn: Stel je een computersimulatie voor, waarin de lichamen van de wezens gecontroleerd worden door hun geest en deze geesten strikt buiten de simulatie blijven. De wezens kunnen nu alle wetenschap, die ze willen, aanwenden in die gesimuleerde wereld, maar ze zullen nooit in staat zijn om uit te vinden waar hun geesten zijn, daar die niet in hun eigen waarneembare universum bestaan. Dit is het geval bij substantiedualisme in betrekking tot computersimulatie. Dit verschilt natuurlijk van een computersimulatie waarin de geesten deel zijn van de simulatie, In zo'n geval, zou de monistische substantie waar kunnen zijn.

### Eigenschapsdualisme
Het eigenschapsdualisme neemt aan, als materie op de juiste wijze georganiseerd is (bijvoorbeeld zoals levende menselijke lichamen zijn georganiseerd), dat mentale eigenschappen dan tevoorschijn komen. Verder is dit een vorm van emergent materialisme. Verschillende vormen van eigenschapsdualisme beschrijven dit op een verschillende wijze.
Het zogenaamde "epifenomenalisme" neemt aan dat, hoewel materie kan aanzetten tot prikkels, wilskracht, ideeën, et cetera, deze mentale verschijnselen zelf verder niets zullen veroorzaken. Het zijn causaal doodlopende wegen. Het interactionisme, aan de andere kant, neemt aan dat mentale oorzaken materiële effecten teweeg kunnen brengen en omgekeerd.
Welke visie al dan niet tot het eigenschapsdualisme gerekend kan worden, is onderwerp van discussie. John Searle is een voorvechter van een andere vorm van fysicalisme, die hij "biologisch naturalisme" noemt. Zijn visie is dat hoewel mentale toestanden ontologisch niet te reduceren zijn tot fysische toestanden, ze causaal wel reduceerbaar zijn. Aangezien het causaal niet reduceerbaar zijn telt in de discussie over interactionisme, dient Searle beschouwd te worden als opponent van deze visies. Hij gelooft dat het mentale uiteindelijk verklaard zal worden door de neurowetenschap. Maar maakt dit hem tot een eigenschapsdualist? Hij heeft zelf verklaard dat "te veel mensen" zijn visie en die van het eigenschapsdualisme niet uit elkaar houden. Maar volgens hem is deze vergelijking misleidend.

### Predicatief dualisme
Predicatief dualisme is een visie, die verbonden is met de meeste fysicalisten zoals Donald Davidson en Jerry Fodor, die volhouden dat, terwijl er alleen ontologische categorieën van substanties en eigenschappen van substanties bestaan, het predicaat waarmee we mentale verschijnselen beschrijven, meestal niet herschreven of gereduceerd kan worden in fysische predicaten van de natuurlijke taal.
We kunnen het "predicaatmonisme" karakteriseren als de visie voorgeschreven door het eliminatief materialisme, die volhoudt dat intentionele predicaten zoals geloof, verlangen, denken, voelen etc., uiteindelijk geëlimineerd zullen worden uit zowel de taal van de wetenschap als uit de alledaagse taal, omdat zij referen naar niet bestaande entiteiten. Predicatief dualisme kunnen we dan zien als de ontkenning van deze stellingname. Predicatief dualisme stelt dat de zogenaamde "volkspsychologie" met al haar met geloof en verlangens vermengde toeschrijvingen (propositional attitude), een niet buiten beschouwing te laten deel is van de onderneming van het beschrijven, verklaren en begrijpen van de mentale toestanden en gedragingen.
Davidson, bijvoorbeeld, heeft zich gewijd aan het zogenaamde afwijkend monisme, volgens welke er geen strikte psycho-fysische wetten kunnen bestaan die de mentale en fysische gebeurtenissen kunnen verbinden, bestaande uit beschrijvingen als mentale en fysische gebeurtenissen. Echter, alle mentale gebeurtenissen hebben tevens fysische beschrijvingen. Het is in termen van dit latere dat zulke gebeurtenissen met behulp van wetachtige relaties verbonden kunnen worden met andere fysische verschijnselen. Mentale predicaten zijn onuitwisbaar verschillend in karakter (zoals: rationeel, holistisch en noodzakelijk) van fysische predicaten (zoals: onvoorwaardelijk, atoom en causaal).